# Wat Phra Si Rattana Mahathat w Phitsanulok
Wat Phra Sri Rattana Mahathat (język tajski:  วัดพระศรีรัตนมหาธาตุ) – buddyjski kompleks klasztorny w Phitsanulok w Tajlandii. Sławny dzięki wykonanemu z brązu i pozłacanemu posągowi Buddy Gautamy nazywanemu Phra Phuttha Chinarat (พระพุทธชินราช), najbardziej czczonemu w Tajlandii przedstawieniu Buddy po Szmaragdowym Buddzie z Bangkoku.

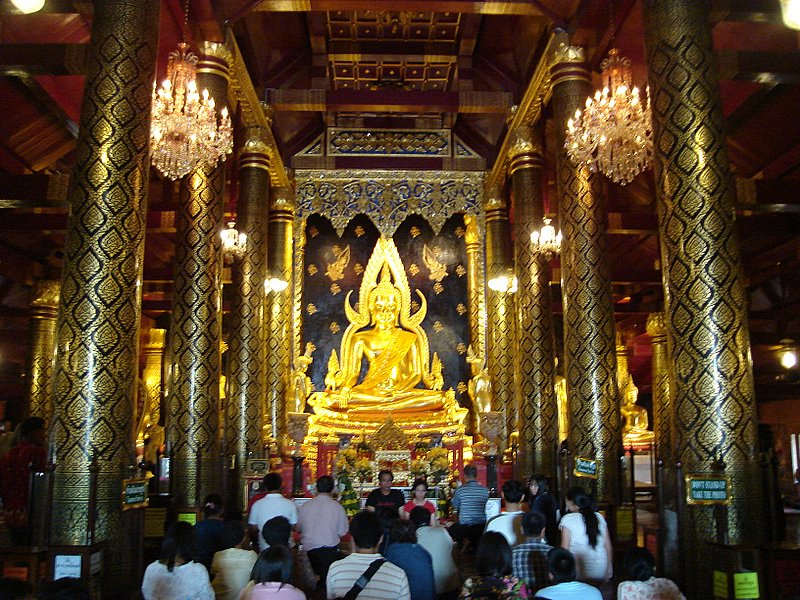
Posąg Buddy w Wat Phra Si Rattana Mahathat (Wat Yai)

Budda przedstawiony jest w pozie nazywanej bhumisparśa-mudra (język tajski: ปางมารวิชัย "pokonanie demona Mary). Posąg powstał w XIV w. w okresie Sukhothai.